# Gran Premi della Liberazione
El Gran Premi della Liberazione és una cursa ciclista italiana que es disputa pels voltants de les Termes de Caracal·la, a Roma, Itàlia. La primera edició de la cursa es disputà el 1946, i des del 2005 forma part del calendari de l'UCI Europa Tour, i està reservada als ciclistes sub-23.

## Palmarès
| Any  | Vencedor                                    | Segon                                       | Tercer                                      |
| ---- | ------------------------------------------- | ------------------------------------------- | ------------------------------------------- |
| 1946 | Gustavo Guglielmetti                        | Spartaco Rosati                             | Silvio Mazzella                             |
| 1947 | Spartaco Rosati                             | Paolo Santolini                             | Orlando Olivieri                            |
| 1948 | Bruno Fossa                                 | Marcello Spadolini                          | Bruno Pontisso                              |
| 1949 | Alfio Benfenati                             | Dino Lambertini                             | Fernando Cioni                              |
| 1950 | Donato Piazza                               | Alighiero Ridolfi                           | DAlvaro Faggiani                            |
| 1951 | Vincenzo Zucconelli                         | Ivo Mancini                                 | Pietro Babini                               |
| 1952 | Renzo Maurizi                               | Otello Fabellini                            | Brunelli                                    |
| 1953 | Nazareno Venturini                          | Ardelio Trape                               | Vecchiarelli                                |
| 1954 | Cleto Maule                                 | Quinto Furloni                              | Alessandro Centioni                         |
| 1955 | Giancarlo Ceppi                             | Alberto Emiliozzi                           | Quinto Furloni                              |
| 1956 | Aurelio Cestari                             | Alberto Emiliozzi                           | Quinto Furloni                              |
| 1957 | Salvatore Morucci                           | Livio Trapè                                 | Settimio Marcotulli                         |
| 1958 | Remo Tamagni                                | Giuliano Natucci                            | Ignacio Aru                                 |
| 1959 | Romeo Venturelli                            | Mario Bampi                                 | Giorgio Bigliadoni                          |
| 1960 | Aurelio Bianchi                             | Vincenzo Mecco                              | Bruno Mealli                                |
| 1961 | Teodoro Cerbella                            | Alfredo Marocchi                            | Mario Di Fausto                             |
| 1962 | Antonio Toniolo                             | Primo Nardelo                               | Marcello Mugnaini                           |
| 1963 | Antonio Toniolo                             | Antonio Taggliani                           | Pelizotti                                   |
| 1964 | Carlo Storai                                | Roberto Ballini                             | Vincenzo Meco                               |
| 1965 | Ferruccio Manza                             | Luciano Soave                               | Jan Smolík                                  |
| 1966 | Jaroslav Kvapil                             | Carlo Galazzi                               | Jan Smolík                                  |
| 1967 | Carlo Galazzi                               | Giacinto Santambrogio                       | Silvano Davo                                |
| 1968 | Attilio Rota                                | Pierfranco Vianelli                         | Mario Giaccone                              |
| 1969 | Pietro Mingardi                             | Franco Fama                                 | Alexandre Kulibin                           |
| 1970 | Rudolph Labus                               | Franco Ongarato                             | Pierino Gavazzi                             |
| 1971 | Giuseppe Maffeis                            | Rudolph Labus                               | Franco Ongarato                             |
| 1972 | Yuri Osincev                                | Tullio Rossi                                | Francesco Moser                             |
| 1973 | Ivan Trifonov                               | Rudolph Schejbal                            | Karl-Dietrich Diers                         |
| 1974 | Cvetko Bilic                                | Rainer Salan                                | Reinhard Langanke                           |
| 1975 | Palmiro Masciarelli                         | Rudolph Labus                               | Walter Tabal                                |
| 1976 | William Nickson                             | Mario Gualdi                                | Ricardo Magrini                             |
| 1977 | Bob Downs                                   | Franco Tosi                                 | Alipi Kostadinov                            |
| 1978 | Henning Jörgensen                           | Georg Mount                                 | Norbert Dürpisch                            |
| 1979 | Walter Delle Case                           | Emanuele Bombini                            | William Piva                                |
| 1980 | Marco Cattaneo                              | Silvestro Milani                            | Flavio Zampi                                |
| 1981 | Ivan Mitchenko                              | Oleg Logvin                                 | Charkid Zagretdinov                         |
| 1982 | Andrzej Serediuk                            | Marco Vitali                                | Régis Simon                                 |
| 1983 | Claudio Golinelli                           | Thomas Barth                                | Luigi Bussacchini                           |
| 1984 | Manuel Jorge Domínguez                      | Alberto Volpi                               | Steve Bauer                                 |
| 1985 | Gianni Bugno                                | Luigi Orlandi                               | Milan Jurco                                 |
| 1986 | Marc van Orsouw                             | John Talen                                  | Osmany Álvarez                              |
| 1987 | Dmitri Kónixev                              | Bernd Gröne                                 | Alberto Destro                              |
| 1988 | Bernd Gröne                                 | Mario Cipollini                             | Dmitri Kónixev                              |
| 1989 | Joachim Halupczok                           | Claudio Brandini                            | Djamolidín Abdujapàrov                      |
| 1990 | Uwe Winter                                  | Marco Artunghi                              | Robert Pintaric                             |
| 1991 | Andrea Solagna                              | Mauro Bettin                                | Simone Biasci                               |
| 1992 | Vassili Davidenko                           | Andrew Perks                                | Sylvain Bolay                               |
| 1993 | Alessandro Bertolini                        | Michele Zamboni                             | Ivano Zucotti                               |
| 1994 | Alex Pedersen                               | Michelangelo Cauz                           | Luigi Simion                                |
| 1995 | Paolo Valoti                                | Marco Antonio Di Renzo                      | Claudio Camin                               |
| 1996 | Davide Casarotto                            | Davide Montanari                            | Gilberto Zattoni                            |
| 1997 | Cristiano Citton                            | Torsten Nitsche                             | Romāns Vainšteins                           |
| 1998 | Roberto Savoldi                             | Filippo Perfetto                            | Eliseo Dal Re                               |
| 1999 | Marco Zanotti                               | Giorgio Bosisio                             | Matthias Kessler                            |
| 2000 | Lorenzo Bernucci                            | Graziano Gasparre                           | Israel Núñez Baticón                        |
| 2001 | Alberto Loddo                               | Iaroslav Popòvitx                           | Daniele Pietropolli                         |
| 2002 | Andrea Sanvido                              | Ivan Ravaioli                               | Mariusz Wiesiak                             |
| 2003 | Davide Garbelli                             | Denís Kostyuk                               | Francesco Failli                            |
| 2004 | Daniele Colli                               | Juan Pablo Magallanes Aranda                | Stefano Basso                               |
| 2005 | Christopher Sutton                          | Riccardo Riccò                              | Fabio Sabatini                              |
| 2006 | Matthew Goss                                | Manuel Belletti                             | Cristiano Fumagalli                         |
| 2007 | Manuele Boaro                               | Mauro Finetto                               | Simon Clarke                                |
| 2008 | Andrea Grendene                             | Nicola Galli                                | Marcello Pavarin                            |
| 2009 | Sacha Modolo                                | Michael Matthews                            | Francesco Lasca                             |
| 2010 | Jan Tratnik                                 | Michael Matthews                            | Edoardo Costanzi                            |
| 2011 | Matteo Trentin                              | Michael Hepburn                             | Sonny Colbrelli                             |
| 2012 | Enrico Barbin                               | Andrea Fedi                                 | Davide Villella                             |
| 2013 | Ilia Koshevoy                               | Adam Phelan                                 | Alberto Bettiol                             |
| 2014 | Evgeny Shalunov                             | Simone Consonni                             | Liam Bertazzo                               |
| 2015 | Lucas Gaday                                 | Simone Consonni                             | Francesco Castegnaro                        |
| 2016 | Vincenzo Albanese                           | Grigoriy Shtein                             | Francesco Castegnaro                        |
| 2017 | Seid Lizde                                  | Aliaksandr Rabuixenka                       | Michel Piccot                               |
| 2018 | Alessandro Fedeli                           | Žiga Jerman                                 | Gabriel Cullaigh                            |
| 2019 | Anul·lada per motius econòmics              | Anul·lada per motius econòmics              | Anul·lada per motius econòmics              |
| 2020 | Anul·lada per culpa de pandèmia de Covid-19 | Anul·lada per culpa de pandèmia de Covid-19 | Anul·lada per culpa de pandèmia de Covid-19 |
| 2021 | Michele Gazzoli                             | Nicolo Pencedano                            | Lorenzo Quartucci                           |
| 2022 | Henri Uhlig                                 | Martin Marcellusi                           | Carlo Favretto                              |
| 2023 | Alessandro Romele                           | Gustav Wang                                 | Alessandro Pinarello                        |